# ENAD Polis Chrysochous FC
ENAD Polis Chrysochous FC ( en griego: ΕΝΑΔ Πόλης Χρυσοχούς   ) es un club de fútbol con sede en Polis, Paphos, Chipre, que compite en la Tercera División de Chipre, sin embargo es un club que siempre se mantuvo en las categorias superiores. El equipo se creó en 1994 después de que dos equipos locales, Akamas Polis Chrysochous y Demetrakis Argakas, se unieran.

## Historia
Tras la unificación de los dos clubes locales, toda la zona de Poli Crysochous se unió para formar un único equipo de fútbol profesional (EN de Enosis o en inglés United, A de Akamas y D de Demetrakis). El equipo empezó a jugar en el campeonato local no profesional del área de Pafos. En 2002, ENAD entró en la 4ª División del Campeonato de Chipre. Después de un año exitoso en la 4ª División, el equipo ascendió a la 3ª División chipriota, ya entrando a una liga profesional por primera vez en 2003, donde jugó durante cuatro temporadas consecutivas. Entre sus logros durante ese período se encuentra la participación en la fase de grupos de la liga de la Copa Nacional de la temporada 2004-05, con equipos de todas las divisiones profesionales de la CFA. En 2007-08, el club descendió a la 4ª División. Esto se debió principalmente a los problemas financieros creados al tener que jugar los partidos en casa del club en otros campos del área de Pafos, lejos de su propia base de fanáticos, mientras se desarrollaba el "Polis Chrysochous Municipal Stadium". Sin embargo, tras un restablecimiento de la gestión del club, en la temporada 2008-09, EN.A.D. logró regresar a una liga profesional,la 3.ª División. Entre el 2014 y el 2024 estuvo jugando en la Segunda División de Chipre y Tercera División de Chipre.